# Floriade (Canberra)
Floriade is een bloemen- en tuinfestival dat jaarlijks in Canberra, Australië, wordt gehouden. Het festival duurt een maand en wordt gehouden in het voorjaar, als de bloembollen uitgekomen zijn. In Canberra is dat in de periode september-oktober. 
Het idee voor een Floriade was geïnspireerd door de Nederlandse Floriade. De eerste Floriade, die in 1988 werd gehouden, werd gepresenteerd als "Canberra's geschenk aan de bevolking van Australië", ter gelegenheid van de bicentenial (200-jaar) vieringen. Het evenement sloeg zo aan, dat er een jaarlijks gebeuren van gemaakt is, dat tot zo'n 400.000 bezoekers trekt. 
Het festivalterrein omvat tienduizenden vierkante meter tuinen met kunstig ontworpen bloembedden. Elk jaar wordt er een ander thema gekozen. 